# Neagra, Cetatea Albă
Neagra (în ucraineană Негрове, transliterat: Nehrove) este un sat în comuna Plahteevca din raionul Cetatea Albă, regiunea Odesa, Ucraina.

## Demografie
Componența lingvistică a localității Neagra
     Ucraineană (91,35%)
     Rusă (6,39%)
     Română (2,26%)
Conform recensământului din 2001, majoritatea populației localității Neagra era vorbitoare de ucraineană (91,35%), existând în minoritate și vorbitori de rusă (6,39%) și română (2,26%).